# Haji Ahmadi
Haji Ahmadi (kurd: عەبدولڕەحمان حاجی ئەحمەدی)  (Mahabad, 1 de gener de 1941 - Colònia, 18 de març de 2025) va ser un activista i líder kurd iranià. Encapçalà un grup anomenat el Partit per una Vida Lliure al Kurdistan (PJAK), un grup armat que lluita contra el govern iranià per a la creació d'una regió autònoma kurda dins de l'Iran.
Va residir a Colònia (Alemanya), des d'on dirigí l'organització. Alemanya va rebutjar la seva extradició a l'Iran, atès que tenia de la ciutadania alemanya. El PJAK és considerat una organització terrorista a l'Iran, Turquia i els Estats Units d'Amèrica. L'estiu del 2007, va visitar Washington, tot i que segons el govern dels Estats Units no es va reunir amb cap representant governamental.